# Brickleberry
A Brickleberry 2012 és 2015 között futott amerikai animációs szitkom, amelynek alkotói Roger Black és Waco O' Guin. A sorozatot az Amerikai Egyesült Államokban 2012. szeptember 25-én, míg Magyarországon a Comedy Central mutatta be 2014. augusztus 5-én.

## Történet
A Brickleberry egy fiktív nemzeti park az Amerikai Egyesült Államokban. A sorozat a park vadőreiről szól, akiknek legnagyobb problémája a látogatók hiánya. A park és a vadőrök legnagyobb ellensége a Yellowstone Nemzeti Park. A történet rendkívül vulgáris humorral operál.

## Szereplők

### Főszereplők
- Steve Stupid Williams: Steve egy a képességeihez mérten túl nagy önbizalommal rendelkező vadőr. Nagyon komolyan veszi a munkáját, és minden hónapban megválasztják a hónap alkalmazottjának, bár ez csak jelképes, ugyanis nem éppen az ügyességéről és az eszéről híres. Legtöbb tudását édesapjától szerezte, aki nagyon híres vadőr volt itt Brickleberryben, és Steve példaképe. Steve mindenhol megpróbál segíteni ahol tud, de az ügyefogyottsága és csekély értelmi képességei miatt bárhol megjelenik, minden a visszájára fordul, és valahogy a dolgok még rosszabbak lesznek. Steve élete egyszerű volt, ám egy napon megjelenik a Yellowstone Park egy volt  vadőre, Ethel. Stevenek innentől kezdve vele kell versenyeznie a hónap dolgozója címért. Eredeti hangja David Herman, magyar hangja Szokol Péter.
- Woodrow „Woody” Wayland Johnson: A Nemzeti Park 55 éves főnöke, de a sorozatban sok minden más is kiderül róla. Például az, hogy régebben a felnőttfilmes szakma egyik legnagyobb ikonja volt. Nagyon könnyen befolyásolható. Ezt mi sem mutatja jobban, hogy egyszer például egy öngyilkos szekta tagjai majdnem ráveszik, hogy tartson velük a megváltásba, ám hős alkalmazottai megmentik. Woody hősies múlttal is rendelkezik, hisz háborús hős volt. Visszatérő motívum, hogy háborús bűnös. Ennek következtében egy kicsit bele van őrülve szakmájába és rendkívül agresszív. Egyes utalások szerint sorozatgyilkos. Már több éve ő vezeti a Nemzeti Parkot; mindig azon van, hogy növelje a park bevételeit, gyakran a törvényeket is figyelmen kívül hagyva, de soha sem  jár  sikerrel. Eredeti hangja Tom Kenny, magyar hangja Schneider Zoltán.
- Ethel Anderson: Rendkívül bájos 25 éves vadőr. Neves vadőr volt a Yellowstone-ban, ám áthelyezik Brickleberry-be, hogy a park ismét a toppon legyen (legalábbis ez volt a hivatalos verzió, amit mondott magáról, de később kiderült, hogy valójában kirúgták onnan, mert egyszer részegen hatalmas kárt okozott). Álszent állatbarát, és ezen kívül alkoholproblémákkal küzd, illetve soha sem képes hosszú távú párkapcsolatot kialakítani. Eredeti hangja az első évadban Kaitlin Olson, a második évadban Natasha Leggero, magyar hangja Erdős Borcsa.
- Denzel Jackson: Ő a néger vadőre a parknak. Rendkívül rossz dolgozó, ám nem tehetnek vele semmit az USA-beli törvények miatt. Denzel igen furcsa vadőr, hiszen majdnem minden állattól fél és nem különösen kedveli a természetet sem. Szexuális vonzalma az időskorú nőkhöz már-már beteges, és gyakran bajba is kerül miatta. Eredeti hangja Jerry Minor, magyar hangja Gacsal Ádám.
- Connie Cunaman: A leszbikus vadőre a nemzeti parknak. Rendkívül nagydarab, és már-már természetfeletti fizikai erővel rendelkezik. A rendkívül mély hangja miatt gyakran férfinak hiszik. Connie legnagyobb szerelme Ethel. Katonai múlttal rendelkezik, ám felettese keresztbe tett neki, aminek következtében elhízott, majd miután több katonatársa halálát okozta, kirúgták a hadseregből. A szexuális irányultsága miatt kitagadták a mélyen vallásos szülei, és évek óta szóba sem állnak vele. Ugyan az őrület enyhe jeleit mutatja néha, és kissé érzelmileg labilis, de jószívű és segítőkész. Eredeti hangja Roger Black, magyar hangja Kocsis Mariann.
- Malloy: Egy grizzlymedvebocs, akit kicsi korától Woody nevelt, miután Steve elütötte a szüleit (bár azt mondták neki, hogy egy turista tette). Malloy jellegzetessége, hogy tud beszélni is, tulajdonképpen mindenkit utál a nemzeti parkban, főleg Steve-t. Egyszer visszaküldik a természetbe és kiderül róla, hogy elkényeztetettsége miatt már képtelen normális medveéletet élni. Malloy az egyik részben rájön Woody pornós múltjára és ráveszi, hogy kezdje újra a szakmát. Ebből látszik, hogy rendkívüli módon tudja befolyásolni Woodyt, és ezzel gyakran vissza is él. Eredeti hangja Daniel Tosh, magyar hangja Elek Ferenc.

### Mellékszereplők
- Bobby Oposszumtoszó
- Bodean
- Petárdás Jim
- Dr. Kuzniak
- Jorge

## Magyar változat
A szinkront a Comedy Central megbízásából a Balog Mix Stúdió készítette.
- Bemondó: Megyeri János
- Magyar szöveg: Laki Mihály
- Lektor: Nékám Petra
- Hangmérnők és vágó: Nikodém Norbert
- Gyártásvezető: Bogdán Anikó
- Szinkronrendező: Balog Mihály

Magyar hangok
- Andresz Kati – Susan Sarandon
- Barbinek Péter – Dr. Kurt Thoreau NASA-igazgató
- Császár András – egyik diák
- Csondor Kata – Tiffany
- Csuha Lajos – indián törzsfőnök
- Elek Ferenc – Malloy
- Erdős Borcsa – Ethel
- Faragó András – Lángos Medve, polgármester
- Gacsal Ádám – Denzel
- Gulás Fanni - Amber vadőr
- Halász Aranka – Krog, Denzel nagymamája
- Józsa Imre – Nicolas Cage
- Kapácsy Miklós – plázareklám bemondója
- Kerekes József – egyik szektás
- Kisfalusi Lehel – Petárdás Jim
- Kocsis Mariann – Connie
- Menszátor Magdolna – Jack Abowski belügyminiszter
- Rosta Sándor – orvosságos indián
- Schneider Zoltán – Woody
- Seder Gábor – Mini igazgató
- Szersén Gyula – pápa
- Szokol Péter – Steve, Stephanie
- Varga Tamás – Csövi Larry
- Zsurzs Kati – Nina Melcher kormányzó